# Хаскьой (околия Малгара)
Вижте пояснителната страница за други значения на Хаскьой.
Хаскьой (на турски: Hasköy) е село в Източна Тракия, Турция, вилает Родосто.

## География
Селото се намира на 12 километра северозападно от Малгара.

## История
Според статистиката на професор Любомир Милетич в 1912 година в Хаскьой живеят 70 гръцки семейства.